# Minuartia leucocephaloides
Minuartia leucocephaloides är en nejlikväxtart som först beskrevs av Joseph Friedrich Nicolaus Bornmüller, och fick sitt nu gällande namn av Bornm. Minuartia leucocephaloides ingår i släktet nörlar, och familjen nejlikväxter. Inga underarter finns listade i Catalogue of Life.